# Yanqing
Yanqing (chinês tradicional: 延慶區, chinês simplificado: 延庆区, pinyin: Yánqìng Qū), anteriormente conhecido como Condado de Yanqing, é um distrito de Pequim, capital da República Popular da China, localizado na região noroeste da cidade. É composto por três subdistritos e quatro municípios e faz fronteira com os distritos de Huairou a leste e Changping ao sul.
No final de 2019, havia 145 474 famílias no distrito de Yanqing; dntre eles, 70 386 famílias agrícolas. A população estimada total é de 289 093 pessoas. A atração mais visitada é Badaling, uma seção restaurada da Grande Muralha da China. O distrito sediou a Expo 2019 e os eventos de esqui alpino, bobsleigh, luge e skeleton nos Jogos Olímpicos de Inverno de 2022.